# أحمد نعواش
أحمد نعواش فنان تشكيلي فلسطيني (مواليد عين كارم، القدس عام 1934). حصل على دبلوم من أكاديمية الفنون – روما عام 1964 بدرجة امتياز. درس الحفر على الحجر (الليتوغرافي) في كلية الفنون الجميلة في بوردو، فرنسا. أقام ثلاثة معارض في روما ومعرضاً في بغداد عام 1966 وفي دمشق عام 1967، وأقام أكثر من عشرة معارض شخصية في عمان.
تتلمذ على يد الفنان الشهير جورج راييز في باريس الذي يشهد في تلك الفترة بان الفنان أحمد نعواش يظهر ابتكارا اصيلا ونضوجا في مواهبه الفنية منذ انضمامه إلى مشغله في مدرسة الفنون الجميلة العام 1975 حيث مكنته الطباعة الحجرية من اكتشاف مضمار جديد يتناسب وعالمه كما تمكن من اكتساب قوة تحكم مبدعة في الفن، وقد اكسبه استعمال (ماء الفضة أي حامض النتريك) لونا وكثافة مختلفة تستحق الانتباه ليس فقط للتقنيات التي يتحكم في إنجازها بل وفي المضامين التي تثير الدهشة والعجب والغرابة لابتكاراتها وهي صفات مبدع اصيل. حتى العام 1985 كان الفنان نعواش قد اقام ما يزيد على الثلاثين معرضا ترسم قضايا الإنسان ببساطة وقوة وتميز في كل من القدس وعمان وباريس وبغداد وبعض مدن الأردن وشارك بمعارض جماعية في عمان وقبرص والكويت وألمانيا ومعرض الحضارة العربية المتنقل آنذاك في أوروبا، وإذا كان أكثر من ناقد قد اشار في تلك الفترة إلى علاقة شخوصه بفنون الكاريكاتير، الا ان ذلك لم يضع الفنان وتجربته في بؤرة النقد الجاد، ولم يلق العناية المفترضة التي قدمتها إمكانيات التواصل مع الفعل الإبداعي فيما بعد.

## معارضه
معرضه في دارة الفنون ضمن فعاليات احياء ذكرى النكبة الفلسطينية حيث شارك فيه كل من سهى شومان والفنان التشكيلي أحمد نعواش ورسام الكاريكاتير الشهيد ناجي العلي وذلك تحت عنوان “ستون عاما”، حيث عرض في البيت الأزرق عدد من أهم الأعمال الكاريكاتورية لناجي العلي وجميعها مرتبط بالمأساة الفلسطينية والأحداث السياسية التي اعقبت حرب عام 1967 وتعبر جميعها عن روح السخرية المرة لدى العلي وتعكس ذكاؤه في التقاط الحدث واللحظة الراهنة وتحويلها إلى مادة كاريكاتورية. معرض الفنان أحمد نعواش ضم عددا من اللوحات الاستذكارية والتي استعاد من خلالها صورا من رحلة الشعب الفلسطيني النضالية وتشتته في المنافي البعيدة عن الوطن كما أنه استلهم في لوحاته الحياة الشعبية الفلسطينية في عدد من المدن والقرى.